# San Quirico (Genova)
San Quirico (Sàn Chîgo/ˈsaŋ ˈkiiɡu/ in ligure) è un quartiere genovese della val Polcevera, situato tra Bolzaneto e Pontedecimo. Fu comune autonomo sino al 1926, quando venne aggregato alla Grande Genova.
Dal 2005 fa parte, insieme all'ex circoscrizione di Pontedecimo, a cui era aggregato, del Municipio V Valpolcevera, che comprende anche i quartieri di Bolzaneto e Rivarolo. L'unità urbanistica di San Quirico aveva al 31 dicembre 2022 una popolazione di 3 769 abitanti.

## Storia
Comune autonomo e capoluogo di mandamento sino al 1926, oltre al borgo di San Quirico (situato sulla sponda sinistra del Polcevera) comprendeva le frazioni di Morego, San Biagio, Budulli, Serro, Morigallo e Romairone.
Con il regio decreto-legge n. 74 del 14 gennaio 1926, insieme ad altri 18 comuni dell'hinterland genovese fu accorpato al comune di Genova per costituire la cosiddetta Grande Genova, voluta dal governo Mussolini.
A differenza di altri ex comuni, il quartiere non vide riconosciuta la propria identità amministrativa all'interno del comune di Genova e fu aggregato alla circoscrizione di Pontedecimo. Nell'attuale ripartizione amministrativa il territorio dell'antico comune è diviso in due unità urbanistiche comprese nel Municipio V Valpolcevera, quella di San Quirico, già aggregata all'ex circoscrizione di Pontedecimo, e quella di Morego (già aggregata a Bolzaneto). Queste formule di aggregazione spesso però causano confusione nella denominazione dei centri abitati da parte di residenti e visitatori.
Il territorio di San Quirico è attraversato dal torrente Polcevera, che poco più a valle riceve le acque del torrente Secca, dalla ferrovia Torino-Genova e dalla Strada statale dei Giovi (denominata "Via San Quirico" nel tratto urbano che attraversa l'abitato), che costituisce la principale arteria di comunicazione del quartiere, sulla quale si affacciano l'antica parrocchiale, l'ex municipio ora scuola per l'infanzia e lo Sport Club San Quirico.
L'attuale strada fu aperta in occasione dei lavori di arginatura del torrente Polcevera, alla metà dell'Ottocento, a monte delle case del borgo; l'antica "Strada Reale" fino ad allora era costituita dall'attuale via Gallesi.
L'abitato di San Quirico non ha subito lo sviluppo urbanistico che ha caratterizzato nella seconda metà del Novecento gli altri centri della Valpolcevera, anche perché pesantemente penalizzato fino agli anni ottanta dall'insediamento di raffinerie, che hanno creato una situazione di disagio all'ex capoluogo, ed in particolare alle vicine frazioni di San Biagio, Morigallo e Serro, determinando anche la scomparsa del borgo di Romairone.
San Quirico aveva anticipato già nella prima metà dell'Ottocento lo sviluppo industriale che avrebbe caratterizzato la val Polcevera a partire dal 1850, dopo la costruzione della ferrovia Torino-Genova, con attività legate all'industria tessile e in particolare alla lavorazione della seta (la cui produzione era diffusa nell'Ottocento nell'Alta Valpolcevera).
(Goffredo Casalis, Dizionario geografico, storico, statistico e commerciale degli Stati di S.M. il Re di Sardegna)
L'industria tessile sopravvisse fino alla metà del Novecento, con la filatura De Ferrari (che aveva rilevato l'attività dell'impresa Ponzio citata dal Casalis) e quella degli imprenditori sloveni Rolih, originari di Lubiana, che qui avevano impiantato un'altra fabbrica ("Rolih Michele e fratelli"), chiusa nella seconda metà degli anni sessanta del Novecento.
Lo sviluppo industriale del secondo dopoguerra ha portato alla costruzione nell'area di Romairone della raffineria ERG dell'industriale Edoardo Garrone, poi chiusa nel 1988 e sulla cui area sorgono ora un grande centro commerciale e un nuovo quartiere residenziale di nome "San Biagio".
Fin dall'inizio dell'Ottocento a San Quirico si svolgevano attività ricreative, con spettacoli messi in scena da una locale compagnia filodrammatica nel teatro fatto costruire dall'imprenditore Filippo Ponzio e concerti della banda musicale della Società Operaia Cattolica "S. Giovanni Battista".
(Goffredo Casalis, Dizionario geografico, storico, statistico e commerciale degli Stati di S.M. il Re di Sardegna)

## Altre località

### San Biagio

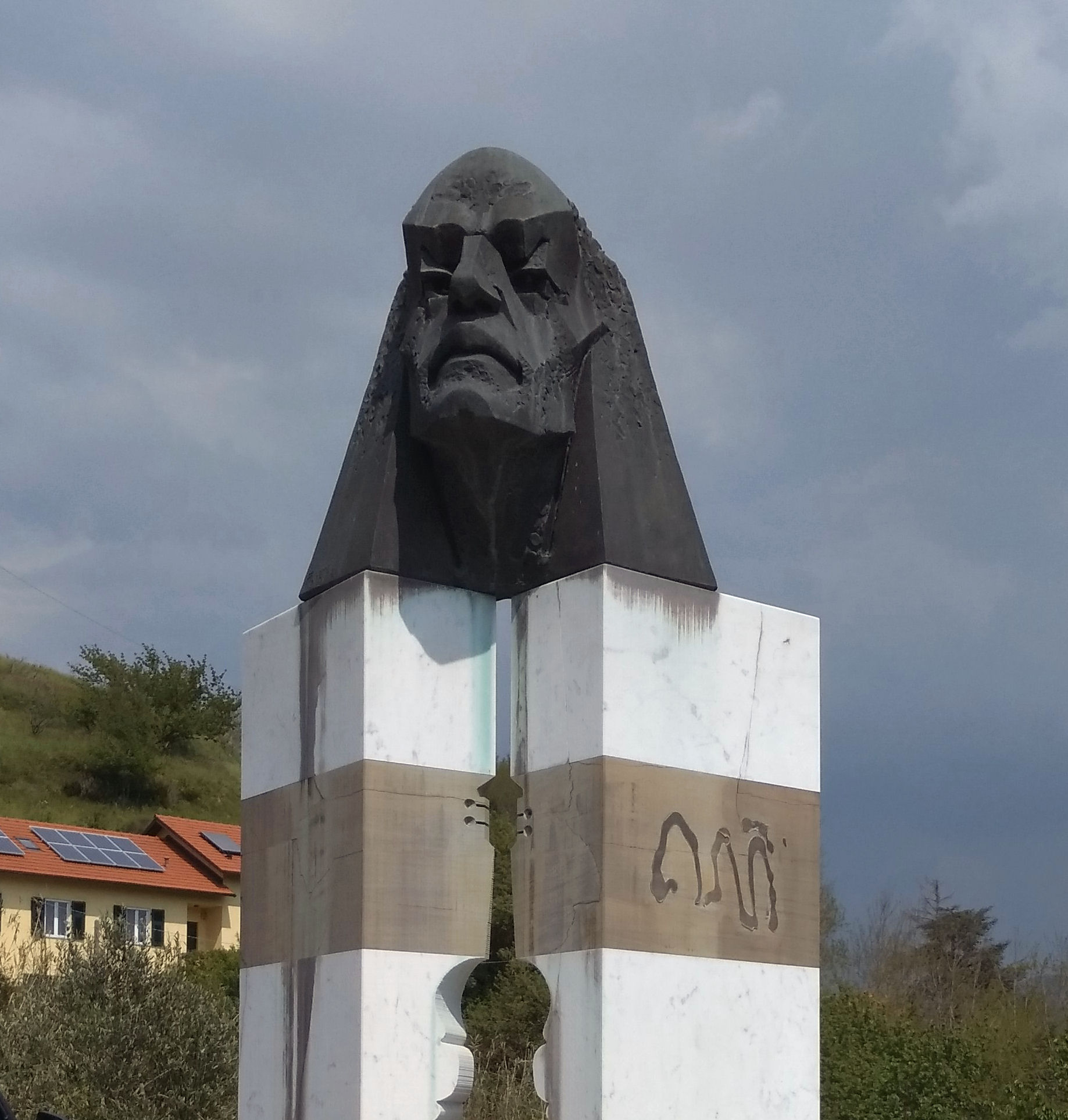
Stele commemorativa di Niccolò Paganini

San Biagio (in genovese San Giâxo, pronuncia [saŋ ɡiàʒu]) è una località sul versante destro della val Polvevera, formata da case sparse sulla collina che divide il corso principale del Polcevera dalla valle di un suo subaffluente, il rio San Biagio.
Il borgo di San Biagio, più antico di San Quirico, per la sua posizione dominante in tempi remoti fu un posto di osservazione a difesa da possibili invasioni lungo le strade che dai valichi appenninici portavano in val Polcevera.
A testimonianza dell'importanza strategica del sito, durante l'assedio degli anni 1746-1747, nel contesto della guerra di successione austriaca, che tanti danni e lutti causò in val Polcevera, gli assedianti austriaci vi insediarono una loro postazione.
A San Biagio è legata la figura del celebre violinista Niccolò Paganini che giovanissimo, all'inizio dell'XIX secolo, visse per alcuni periodi nella casa di campagna della famiglia, che lui chiamava "il casinetto di Romairone", dove, nel corso delle travagliate vicende che seguirono la sua morte, tra il 1844 e il 1845 furono conservate le sue spoglie, a seguito del divieto di sepoltura in terra consacrata da parte delle autorità ecclesiastiche del tempo.
Nel 2013, in una piazzetta nel centro del paese, nei pressi della casa, oggi di proprietà privata, su iniziativa dell'associazione Amici di Paganini è stato collocato dal comune di Genova un busto stilizzato in bronzo del celebre violinista, opera dello scultore genovese Franco Repetto, fuso a Pietrasanta nel laboratorio della fonderia d'arte Massimo Del Chiaro.
Dagli anni quaranta del Novecento fino al 1988 il versante della collina tra San Biagio e Romairone fu occupato dalla raffineria ERG, i cui impianti e depositi presero il posto di orti, frutteti e ville, creando problemi di carattere ambientale e determinando anche la scomparsa dei borghi di Romairone e Cà di Sette, che si trovavano ai piedi della collina di San Biagio, sulla sponda destra del Polcevera.

### Romairone

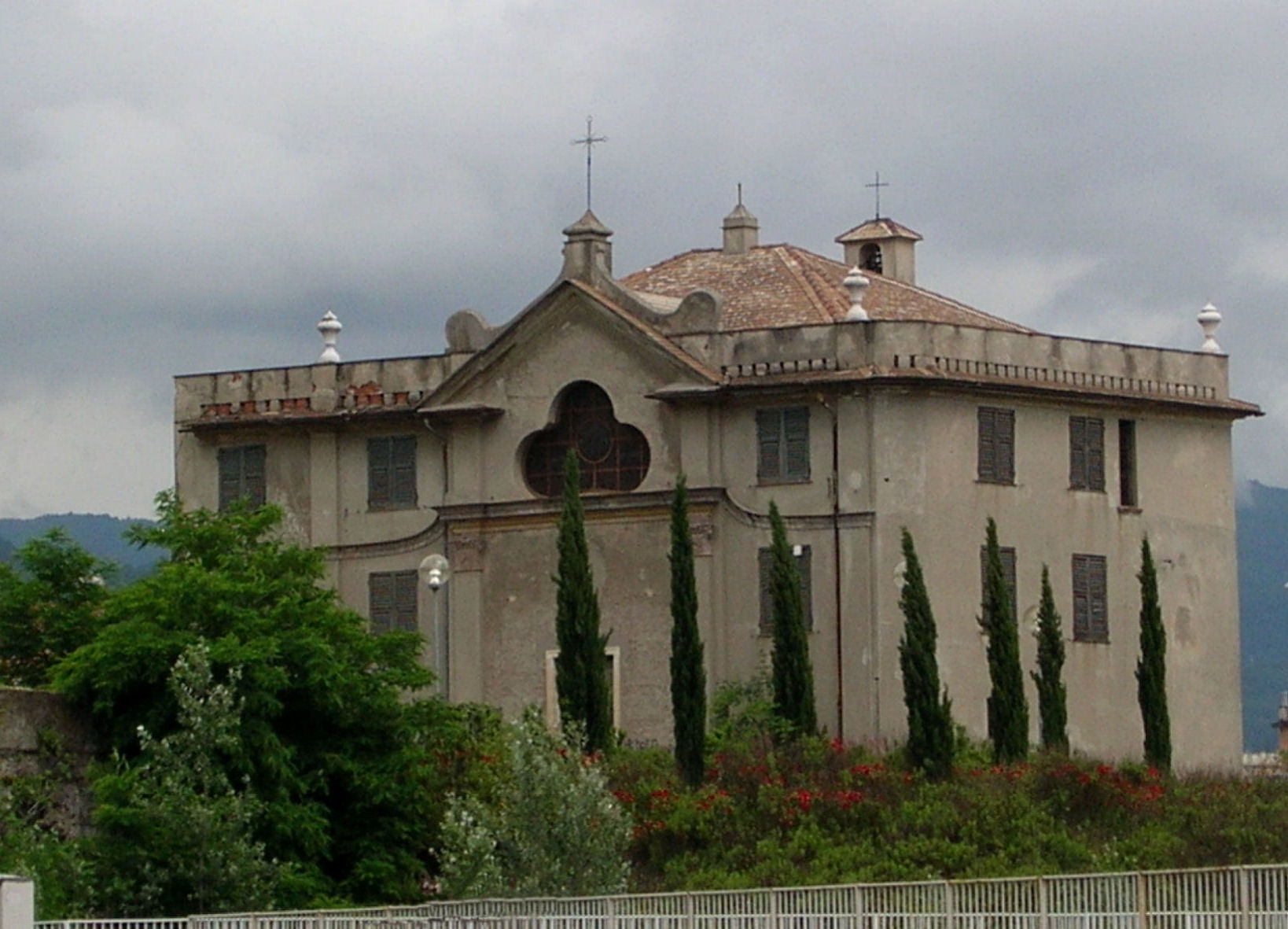
La cappella della villa Durazzo-Cataldi

Ai piedi della collina di San Biagio, sulla sponda destra del Polcevera, di fronte a Morigallo, esisteva fino agli anni cinquanta il borgo di Romairone, in ligure Rumaiun ([ˈruːmaːiun]), un tempo località di villeggiatura di nobili famiglie genovesi, dove sorgeva tra gli altri un palazzo settecentesco della nobile famiglia Durazzo, divenuto nell'Ottocento di proprietà della famiglia Cataldi. Il borgo di Romairone (compresa la Villa Durazzo) scomparve completamente per far posto alla raffineria ERG . Alla demolizione è sopravvissuta solo la cappella gentilizia della villa Durazzo (visibile presso l'ingresso sud dell'attuale centro commerciale). Del borgo di Romairone resta solo la memoria nel nome della via che attraversa la zona, ora occupata da centri commerciali e da un quartiere residenziale, denominato "San Biagio" come il vicino paese sulla collina soprastante.

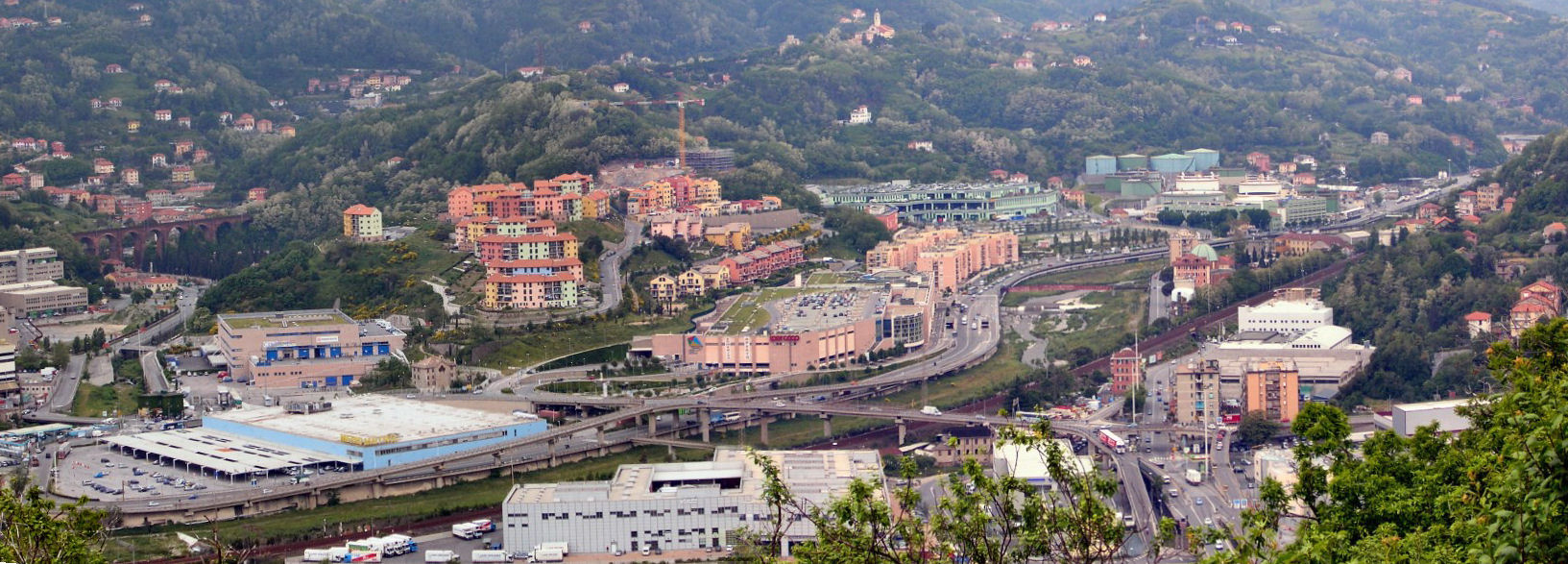
Centri commerciali nell'area di Romairone e il quartiere residenziale San Biagio

### Serro

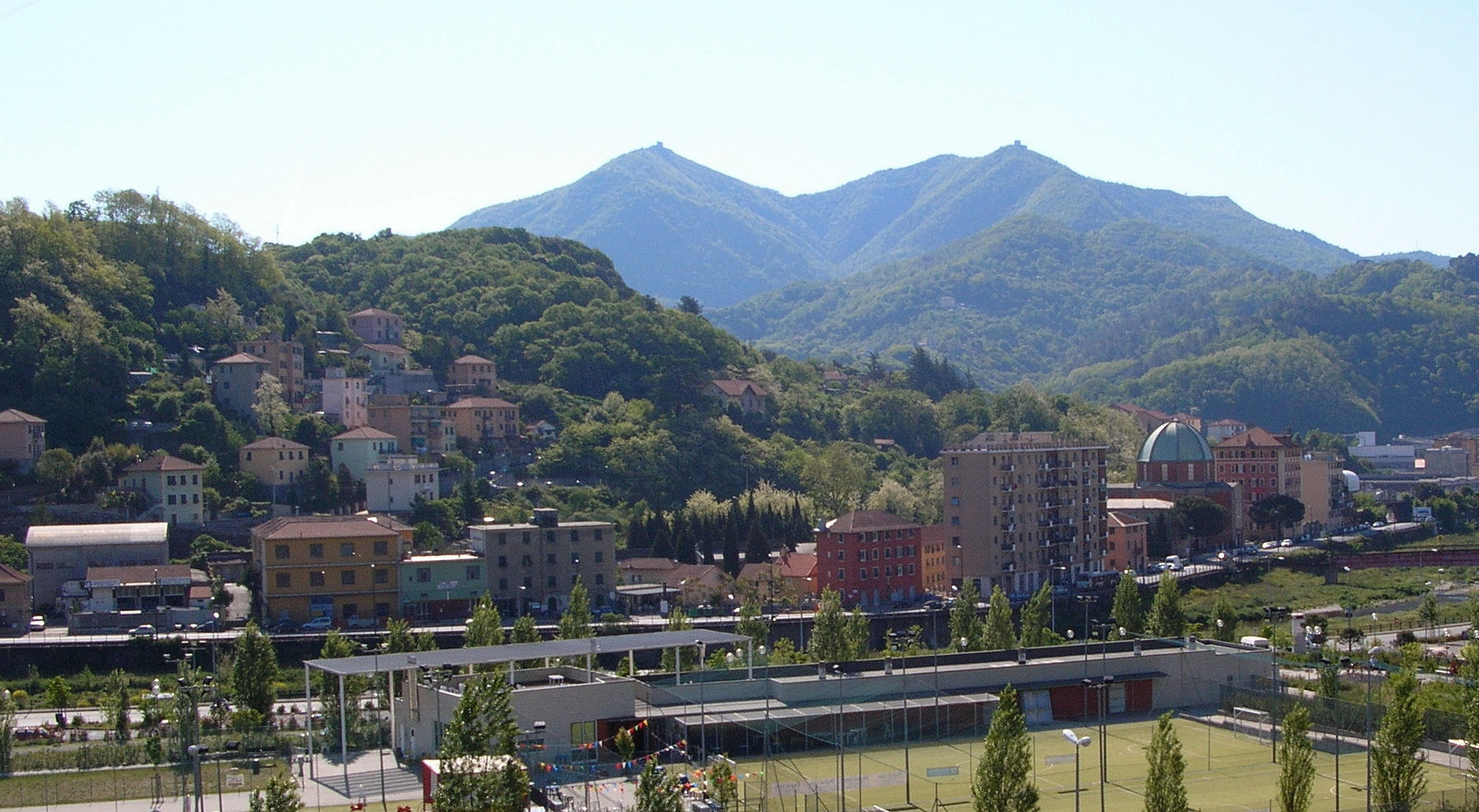
Veduta del Serro

La località Serro, in ligure Særo ([ˈsEːru]), poco distante da Morigallo, è situata sulla sponda sinistra del Polcevera, dove si trova la chiesa di Santa Maria Assunta al Serro, costruita nel 1959, che conserva una Via Crucis dello scultore siciliano Francesco Messina.
Il Serro si estendeva un tempo anche sulla sponda opposta, nella località detta Cà di Sette (in genovese Cà de Sette), dove era la stazione di partenza della guidovia per il Santuario di Nostra Signora della Guardia e dove si trovava una cappella, che dipendeva dalla parrocchia di San Biagio.
Come Romairone, anche questo borgo è scomparso quasi completamente per far posto alle strutture della raffineria ERG, la cui presenza ha determinato per diversi decenni una situazione critica dal punto di vista ambientale per Serro, Morigallo e San Biagio. Dopo la bonifica dell'area (la raffineria è stata chiusa nel 1988) vi sono stati costruiti un albergo, un campo sportivo, centri commerciali e case di abitazione.

## Monumenti e luoghi di interesse

### Architetture religiose

#### Chiesa dei Santi Quirico e Giulitta

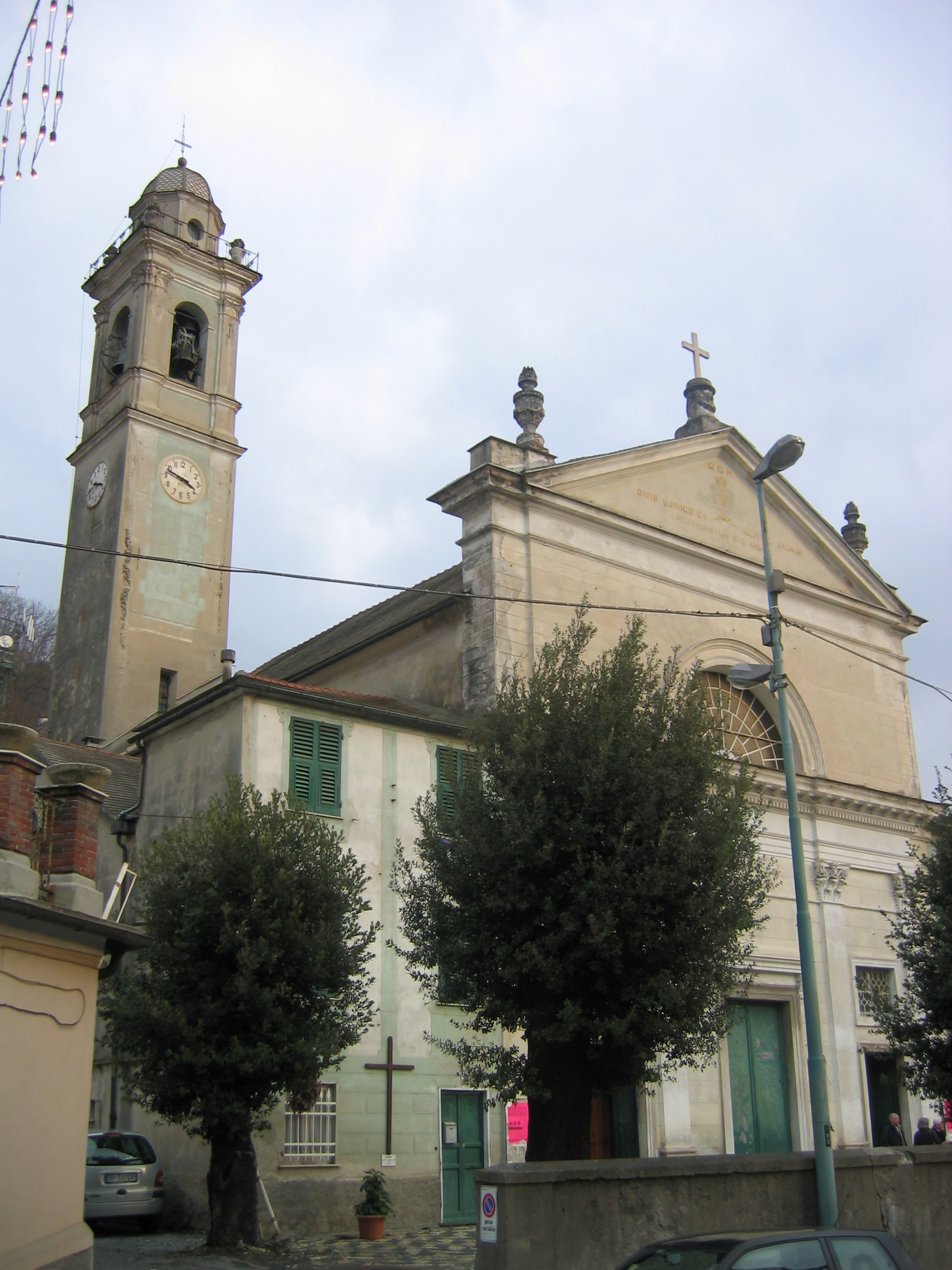
La chiesa parrocchiale dei Santi Quirico e Giulitta

Si ritiene che una cappella dedicata ai santi Quirico e Giulitta esistesse già intorno all'XI secolo, ma come altre chiese della val Polcevera è citata per la prima volta nel 1143 sul "Registro Arcivescovile" delle decime, come cappella soggetta alla pieve di San Cipriano.
Ricostruita nel XVII secolo, fu consacrata il 24 luglio 1768 dall'arcivescovo Giovanni Lercari, ma a metà del XIX secolo minacciava rovina e si rese necessaria una nuova ricostruzione, completata nel 1851.
Dal 2015 la chiesa è in fase di restauro dopo molti anni di incuria e di lunga attesa per i lavori.

#### Chiesa di San Biagio

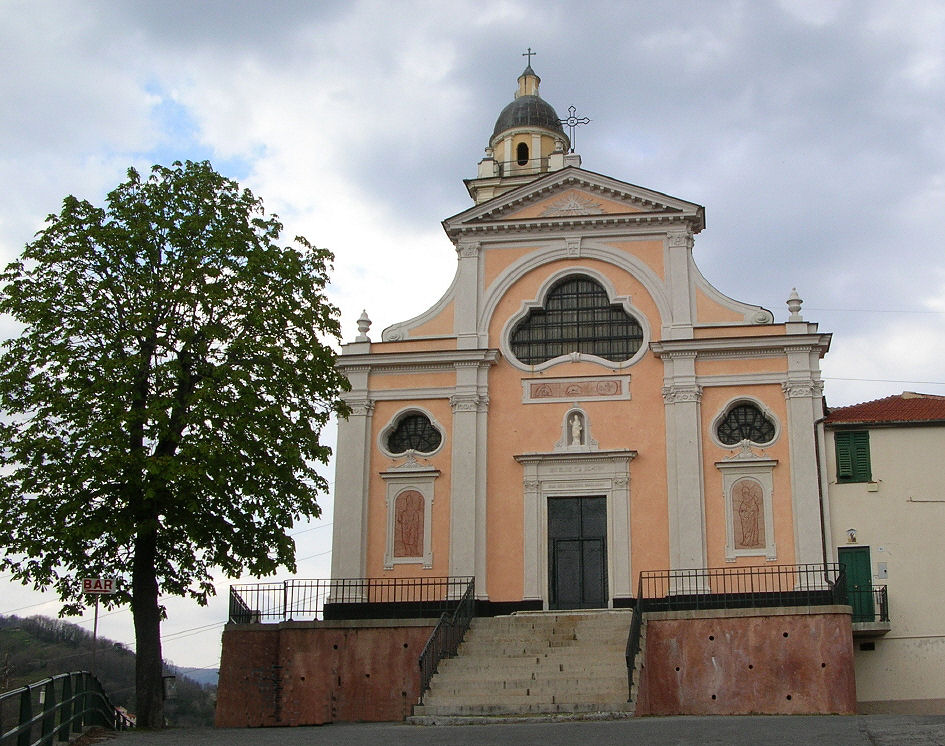
Chiesa di San Biagio

Anche della chiesa di San Biagio, costruita sul sito di un'antica rocca difensiva, si hanno le prime notizie dal registro delle decime del 1143, in cui è citata come una cappella dipendente dalla pieve di San Cipriano, ma divenne parrocchia autonoma già nel Duecento. Accanto alla chiesa sorge il seicentesco oratorio di Nostra Signora del Rosario. L'edificio ha una struttura architettonica esternamente molto semplice, con un unico accesso sul lato a ovest.

#### Chiesa di Santa Maria Assunta al Serro

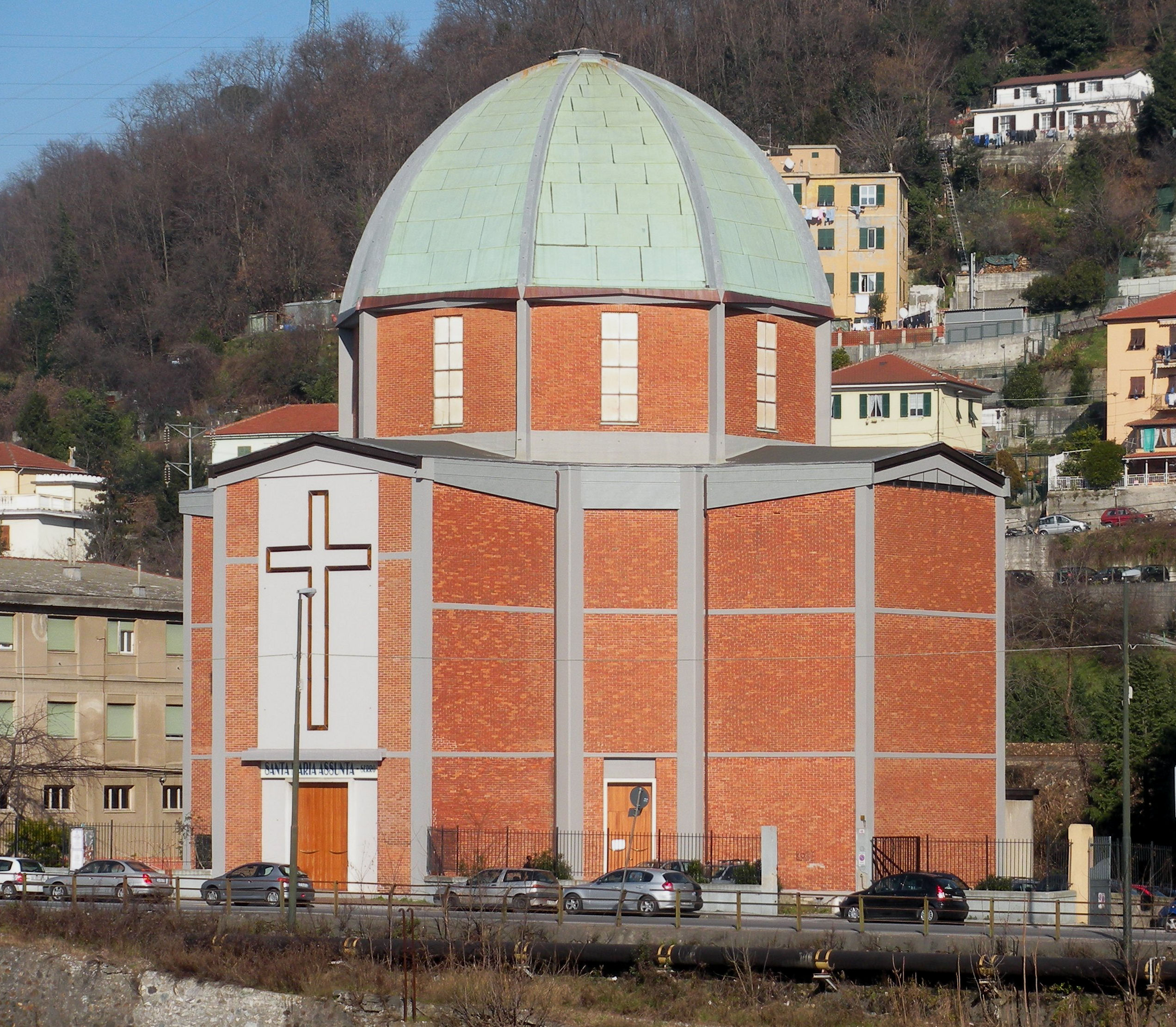
Chiesa di S.M. Assunta al Serro

La chiesa di Santa Maria Assunta al Serro fu costruita nel secondo dopoguerra in sostituzione di una piccola cappella, peraltro appena costruita, che si trovava sulla sponda opposta del Polcevera, demolita per l'ampliamento della raffineria ERG. La prima pietra del nuovo edificio sacro fu posta il 1º novembre 1951 alla presenza dell'arcivescovo Giuseppe Siri, i lavori furono completati nel 1959. Fu consacrata dallo stesso cardinale Siri il 23 aprile 1960, che la eresse in parrocchia con suo decreto del 2 aprile 1961. La prima pietra fu posta in realtà sulla sponda destra del Polcevera, di fronte all'attuale chiesa, e là fu subito edificata la piccola cappella che cinque o sei anni dopo venne demolita per far posto alla raffineria. 
La chiesa, esternamente rivestita di mattoni a vista, è sovrastata da una grande cupola. All'interno si trova una Via Crucis dello scultore siciliano Francesco Messina (1900-1995).

#### Cappella di Nostra Signora del Rosario

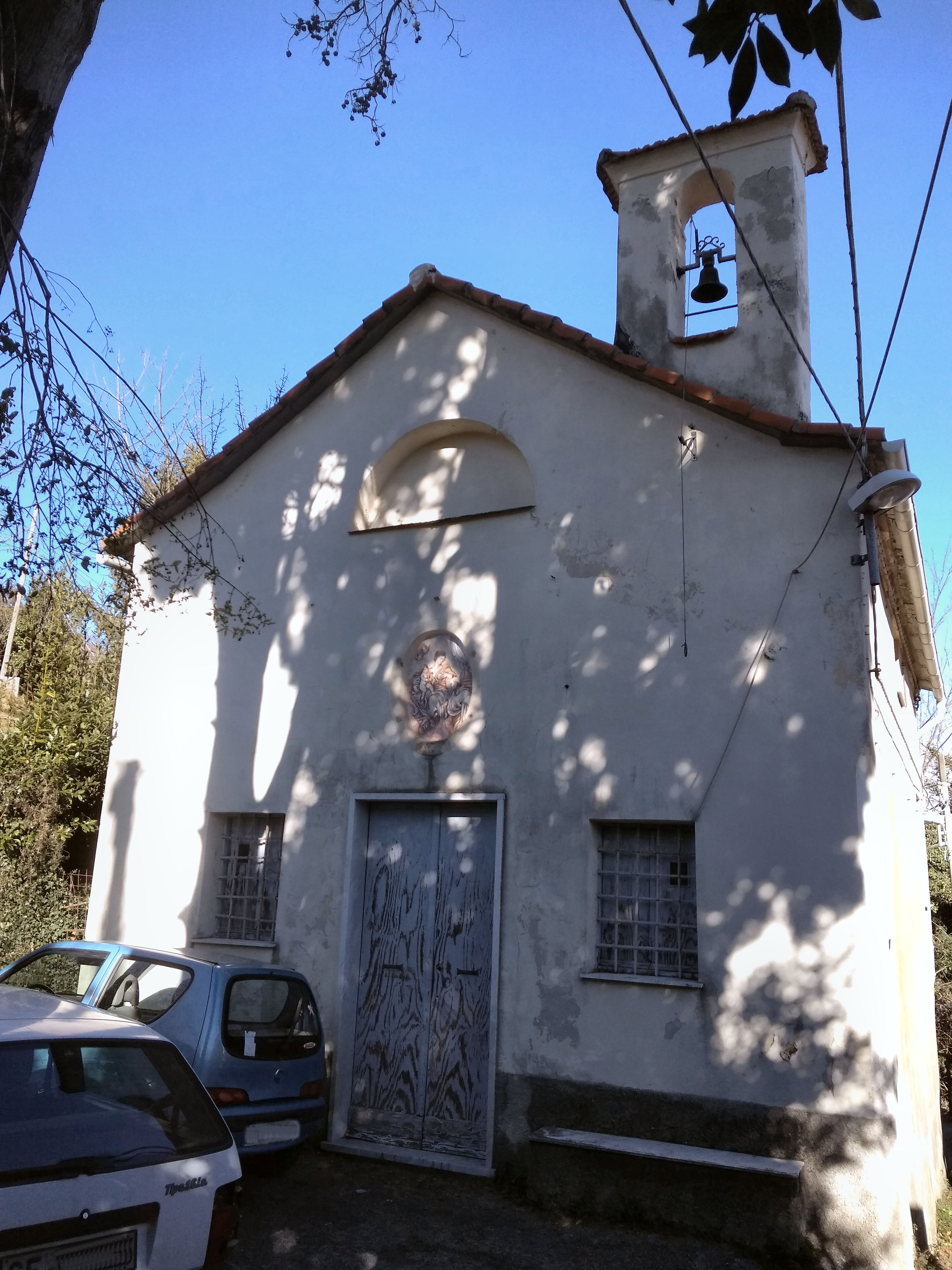
Cappella del Prato

Lungo l'antico percorso che sale da Pontedecimo a San Biagio (via Rosetta) sorge una modesta cappella intitolata a Nostra Signora del Rosario, ma conosciuta come "cappella del Prato", la cui costruzione fu patrocinata dalle ricche famiglie genovesi proprietarie di case di villeggiatura sulla collina di San Biagio.

## Società

### Enti e Associazioni
La "Pubblica Assistenza Croce Rosa" fu fondata nel 1916 per iniziativa di alcuni volenterosi cittadini, e grazie alla donazione di un terreno da parte di una benefattrice e ad una sottoscrizione dei lavoratori delle Acciaierie Bruzzo fu costruita la nuova sede, inaugurata nel 1925.

## Infrastrutture e trasporti

### Strade
San Quirico è attraversata dalla Strada statale 35 dei Giovi, ora affiancata da un'altra strada a scorrimento veloce sulla sponda destra del Polcevera (Via F. Semini).
Le due strade sono unite dal ponte detto "della Forestale" (perché situato nei pressi della locale Unità Operativa del Corpo forestale dello Stato), costruito in origine per collegare il centro di San Quirico con la stazione ferroviaria sulla linea "Succursale dei Giovi", sul versante della collina di San Biagio, ora dismessa.
Un altro ponte è quello in località Serro, che collegava la statale dei Giovi con la stazione di partenza della guidovia per il Santuario di Nostra Signora della Guardia.

### Ferrovie
All'epoca della costruzione della ferrovia, nel 1853, le autorità comunali di allora rinunciarono ad avere una stazione nel paese su pressione di operatori locali di trasporti a mezzo di muli, che temevano il fallimento della loro attività per la concorrenza del nuovo mezzo di trasporto.
Solo dal 2005 a San Quirico esiste una stazione ferroviaria (denominata Genova San Biagio) sulla linea dei Giovi (Ferrovia Torino-Genova). Tale stazione è scarsamente servita da pochi treni regionali, provenienti da Alessandria, Arquata Scrivia, Novi Ligure e Busalla, diretti a Genova Brignole, e viceversa. La scarsità dei convogli che fermano in questa stazione suscita il malcontento dei residenti di San Quirico, ma proteste vi sono state anche per la denominazione stessa della fermata, che pur trovandosi quasi nel centro di San Quirico venne denominata impropriamente "Genova San Biagio", come il paese in collina che si trova sulla sponda opposta del Polcevera.
I treni a media e lunga percorrenza per Milano e Torino, invece, vengono instradati sulla linea succursale dei Giovi, costruita pochi anni dopo la prima, che attraversa longitudinalmente la val Polcevera sul versante destro. Su questa linea esiste una stazione, ora dismessa, imposta successivamente dalle autorità governative per ovviare alla mancanza di una stazione sulla linea dei Giovi.